# Alphomelon nigriceps
Alphomelon nigriceps är en stekelart som först beskrevs av William Harris Ashmead 1900.  Alphomelon nigriceps ingår i släktet Alphomelon och familjen bracksteklar. Inga underarter finns listade i Catalogue of Life.